# Сейшельська рупія
Сейшельська рупія (англ. Seychelles Rupee, фр. Roupie des Seychelles) — грошова одиниця Сейшельських островів. Поділяється на 100 центів. В обігу перебувають монети номіналом 1, 5, 10, 25 центів, 1, 5, 10 рупій та банкноти в 10, 25, 50, 100, 500 рупій. Емітентом валюти є Центральний Банк Сейшельських Островів. Літерний код сейшельської рупії — SCR.

## Опис

### Банкноти
Дизайн купюр не змінювався з 1998 року і лише у 2011 році було посилено ступінь їх захисту від підробки.
На усіх грошових знаках присутній Герб Сейшельських Островів, що являє собою щит, на якому розташовані зображення черепахи на фоні морського пейзажу та вітрильника; над щитом зображено лицарський шолом і білохвостий фаетон (птах), щитотримачами виступають дві риби-вітрильника.
| Серія 1998–2005 років | Серія 1998–2005 років | Серія 1998–2005 років | Серія 1998–2005 років | Серія 1998–2005 років | Серія 1998–2005 років | Серія 1998–2005 років | Серія 1998–2005 років |
| Зображення            | Зображення            | Номінал (рупій)       | Розміри (мм)          | Основні кольори       | Опис                  | Опис                  | Рік друку             |
| Аверс                 | Реверс                | Номінал (рупій)       | Розміри (мм)          | Основні кольори       | Аверс                 | Реверс                | Рік друку             |
| --------------------- | --------------------- | --------------------- | --------------------- | --------------------- | --------------------- | --------------------- | --------------------- |
|                       |                       | 10                    | 75 х 150              | Зелений, жовтий       | Квітка, риба          | Черепаха, птахи       | 1998                  |
|                       |                       | 25                    | 75 х 150              | Синій, червоний       | Квітка, риба          | Птах                  | 1998                  |
|                       |                       | 50                    | 75 х 150              | Зелений, коричневий   | Квітка, риба          | Птах, риба            | 1998                  |
|                       |                       | 100                   | 75 х 150              | Червоний, жовтий      | Квітка, риба          | Черепаха, птахи       | 1998                  |
|                       |                       | 500                   | 75 х 150              | Коричневий, рожевий   | Кокос, риба           | Сова, рибалка         | 2005                  |

### Монети
Окрім купюр, у грошовому обігу перебувають монети номіналом 1, 5, 10, 25, 50 центів і 1, 5, 10 рупій.
Аверси монет усіх номіналів, викарбуваних на Сейшелах, прикрашені державним гербом Республіки Сейшельські Острови та написом «REPUBLIC OF SEYCHELLES». На реверсі монети номіналом 1 цент розміщено зображення краба, зворотний бік монети номіналом 5 центів прикрашає маніокова пальма, на монеті в 10 центів можна побачити зображення тунця, реверс монети номіналом 25 центів прикрашає зображення папуги, що сидить на гілці, а 50 центів — гілки дикої ванілі. Монета номіналом 1 рупія відрізняється зображенням гігантської океанської мушлі на реверсі, а на монеті в 5 рупій зображена сейшельська пальма з плодами.